# Sonate pour piano à quatre mains en do majeur, K. 19d
Pour les articles homonymes, voir Sonate pour piano à quatre mains.
La Sonate en do majeur, KV 19d, est une œuvre pour piano à quatre mains, que l'on pense avoir été composée par Wolfgang Amadeus Mozart en 1765 quand il avait neuf ans. Composée dans la traditionnelle forme sonate, c'est l'une des rares œuvres que Mozart a écrites pour jouer à quatre mains.

## Analyse
La sonate se compose de trois mouvements:
- Allegro moderato, en do majeur, à , 107 mesures, les 39 premières mesures répétées deux fois
- Menuetto et Trio, en do majeur, à 
, Trio en fa majeur, 25 + 29 mesures,
- Rondo: Allegretto, en do majeur, à 
, ➜ en mi bémol majeur (mesure 93) ➜ en do majeur (mesure 127) ➜ Adagio (mesure 141), à 
 ➜ Allegro (mesure 160), à 
, au total 180 mesures

La durée de l'interprétation est d'environ 12 minutes.

## Authenticité
Deux versions imprimées de la sonate ont été trouvées en 1921 à Paris et à Londres, toutes deux datées en 1789. Cette sonate a probablement été composée lors de la tournée de la famille Mozart à Londres en 1765. Le 13 mai 1765, Mozart et sa sœur, Nannerl, auraient joué une authentique composition originale de Mozart sur un clavecin à deux claviers dans la Grande salle de Hickford, dans la rue Brewer, avec l'annonce que « les deux enfants joueront ensemble sur le même clavecin et mettront un mouchoir pour ne pas voir les touches ». Il est possible que Nannerl ait possédé un exemplaire de cette sonate à quatre mains. 
Étant donné qu'il n'y a pas d'autre composition à quatre mains connue datant de cette époque, cette sonate, KV 19d, a été généralement acceptée comme authentique et ajoutée au catalogue des œuvres de Mozart. Récemment, l'authenticité de l'œuvre a été contestée. Le consensus général de la plupart des musicologues est que l'œuvre n'a pas été écrite, en fait, par Mozart. Depuis 1993, la Neue Mozart-Ausgabe a retiré la pièce de la section « œuvres authentiques de musique pour le piano » pour la mettre dans celle des « œuvres d'authenticité douteuse ou d'attribution erronée ». Les théories parmi les chercheurs suggèrent que l'œuvre a peut-être été écrite par un autre des Mozart lors de leur tournée londonienne, soit Léopold ou même Nannerl. Un point intéressant pour l'authenticité possible de la composition est le fait que la partition impose que la main droite de l'une des parties se croise avec la main gauche de l'autre partie. Cela suggère fortement que l'œuvre originale a été composée spécifiquement pour un clavecin à deux claviers.